# Comisión Supervisora de Naciones Neutrales

Bandera de la Comisión Supervisora de Naciones Neutrales

La Comisión Supervisora de Naciones Neutrales (en inglés: Neutral Nations Supervisory Commission, NNSC) fue establecida por el Acuerdo de Armisticio de Corea firmado el 27 de julio de 1953, declarando un armisticio en la Guerra de Corea. Es, junto con la Comisión de Armisticio Militar, parte del mecanismo que regula las relaciones entre Corea del Norte y Corea del Sur.
La misión del NNSC era llevar a cabo inspecciones e investigaciones para asegurar la implementación de los sub-párrafos 13 (c) y 13 (d) del Armisticio, que tenían como objetivo evitar la entrada de refuerzos a Corea, ya sea personal militar adicional o armas nuevas, que no sean reemplazos pieza por pieza de equipo dañado o desgastado. Debían presentarse informes a la Comisión de Armisticio Militar.
Según el Armisticio, el NNSC estará compuesto por cuatro oficiales superiores, dos de los cuales serán designados por naciones neutrales nominadas por el Comando de las Naciones Unidas (UNC) y dos de los cuales serán designados por naciones neutrales nominadas conjuntamente por el Ejército Popular de Corea y el Ejército Popular de Voluntarios. El término "naciones neutrales" se definió como aquellas naciones cuyas fuerzas de combate no participaron en las hostilidades en Corea. El Comando de las Naciones Unidas eligió a Suiza y Suecia mientras que el Ejército Popular de Corea y el Ejército Popular de Voluntarios eligieron a Checoslovaquia y Polonia.
El NNSC fue apoyado por 20 Equipos de Inspección de Naciones Neutrales, 10 ubicados permanentemente en puertos de Corea del Norte y del Sur, y 10 equipos móviles. El Armisticio no especificó la forma de funcionamiento de los equipos. 

## Historia

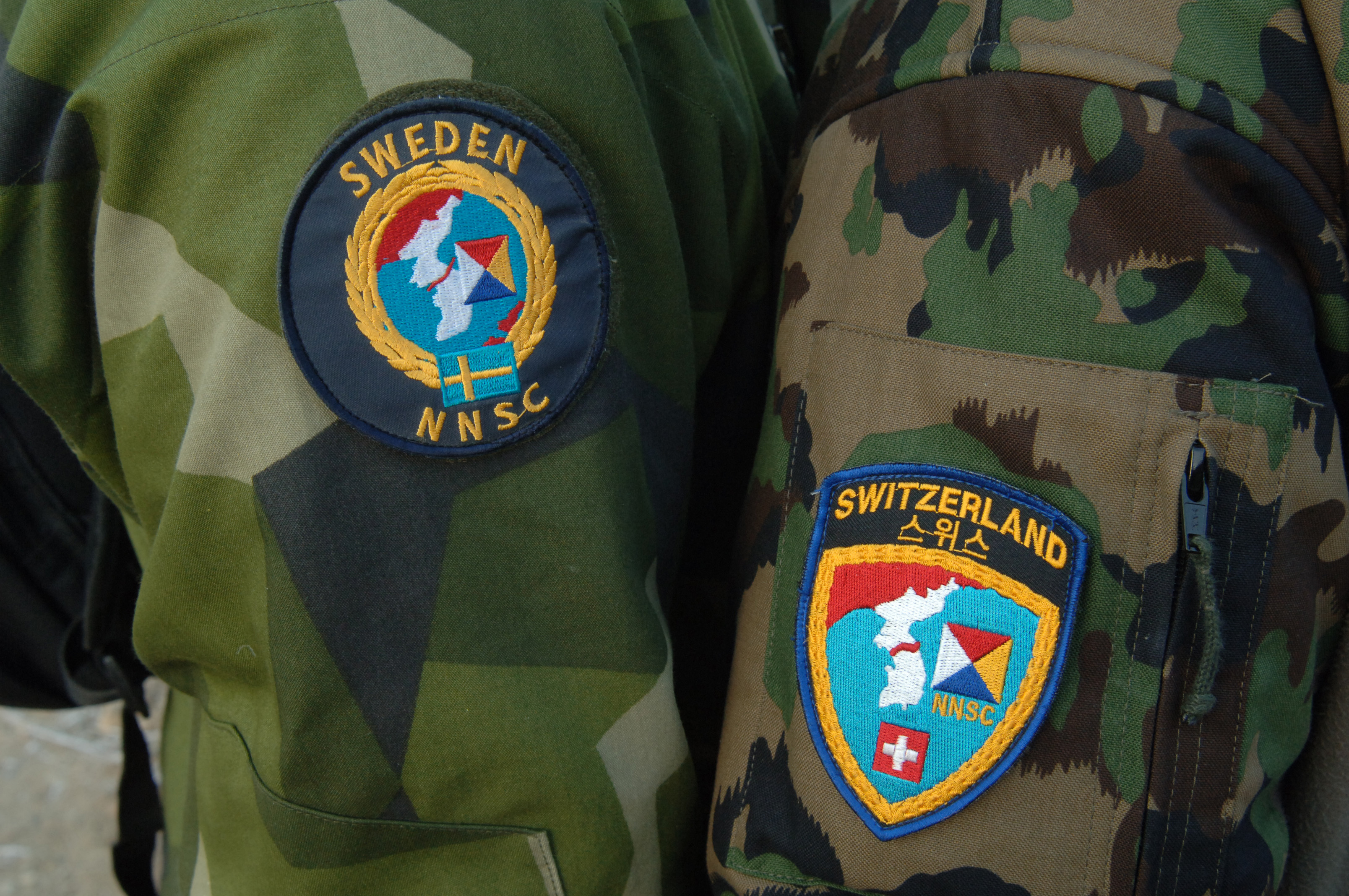
Parches de uniforme usados por los delegados de NNSC de Suecia y Suiza

La primera reunión del NNSC tuvo lugar el 1 de agosto de 1953. Desde sus inicios, el NNSC fue objeto de la hostilidad de Corea del Sur y el UNC.
En marzo de 1955, la Asamblea Nacional de Corea del Sur aprobó por unanimidad una resolución por la que los equipos de inspección de la NNSC deberían ser expulsados de Corea del Sur. En mayo de 1955, Estados Unidos decidió que se le debería informar al NNSC que sus operaciones perjudicaban seriamente a las fuerzas de la UNC, y que la "UNC propuso en el futuro considerar el Artículo 13 (d) del acuerdo de Armisticio como inoperante". En agosto de 1955, el presidente de Corea del Sur Syngman Rhee exigió a los miembros de la NNSC que abandonaran Corea del Sur.
El 31 de mayo de 1956, la UNC requirió que los equipos de inspección fijos de NNSC se retiraran de los puertos de Corea del Sur, ya que Estados Unidos creía que Corea del Norte se estaba rearmando evitando la inspección de NNSC. Corea del Norte se opuso a esto en la Comisión de Armisticio Militar, pero se llevó a cabo el 9 de junio de 1956. A continuación, los equipos de inspección de la NNSC en Corea del Norte se retiraron en los días siguientes. A partir de ese momento, las actividades de la NNSC se limitaron a registrar la información ofrecida por ambas partes y se redujeron los niveles de personal.
En una reunión de la Comisión de Armisticio Militar el 21 de junio de 1957, Estados Unidos informó a los representantes de Corea del Norte que la UNC ya no se consideraba obligada por el párrafo 13 (d) del armisticio que impedía la introducción de nuevas armas en Corea, cuya aplicación era la misión principal del NNSC.
Corea del Norte consideró que el NNSC existía de nombre solo después de que se retiraran los equipos de inspección en 1956. Un informe de 1970 sobre el NNSC de la Agencia de Control de Armas y Desarme de los Estados Unidos concluyó: "Dado que el NNSC se estableció solo para observar la aplicación de 13 (c) y 13 (d), dejó, por lo tanto, de tener ninguna función".
El historiador de la NNSC describió esta situación como:

Los estadounidenses y surcoreanos, ya no obstaculizados por la presencia de checoslovacos y polacos, y libres para acelerar la modernización de su armamento, mostraron ahora menos prisa por deshacerse de un cuerpo que había dejado de molestarlos y que incluso podría servir para frenar la propaganda contra ellos por parte de los norcoreanos y chinos. La Comisión de Supervisión de las Naciones Neutrales sigue siendo, pues, una fachada, mantenida únicamente por la aprensión sobre el vacío que se produciría si fuera abolida.

De junio de 1956 a 1993, el NNSC cesó sus controles, pero únicamente remitió los informes de las partes en guerra sobre la entrada y salida de militares a la UNCMAC. Las fuerzas de las delegaciones de Polonia, Checoslovaquia, Suecia y Suiza se redujeron gradualmente. Dentro del Área de Seguridad Conjunta (JSA) se encuentran las oficinas y la sala de conferencias del NNSC. Los campamentos para los miembros suecos y suizos y su personal están ubicados en la mitad sur de la Zona Desmilitarizada de Corea (DMZ) adyacente a la JSA. Los antiguos campamentos polacos y checos que estaban ubicados cerca del lado norcoreano de la Línea de Demarcación Militar han sido tomados por el Ejército Popular de Corea y ahora se utilizan para otros fines.
Tras el colapso del comunismo que llevó a Checoslovaquia y Polonia a unirse a la OTAN, y la disolución de Checoslovaquia en la República Checa y Eslovaquia en 1993, Corea del Norte creía que la NNSC había perdido su neutralidad y consideró que la NNSC había colapsado. Corea del Norte expulsó al componente checo en 1993 y al componente polaco en 1995.
Desde 1995, Corea del Norte no ha reconocido la existencia de la NNSC. Las delegaciones sueca y suiza continúan presentando informes sobre los movimientos de tropas de Corea del Sur a Corea del Norte, que son ignorados. Polonia sigue asistiendo a las reuniones del NNSC, aunque ya no puede observar los movimientos de tropas en Corea del Norte.

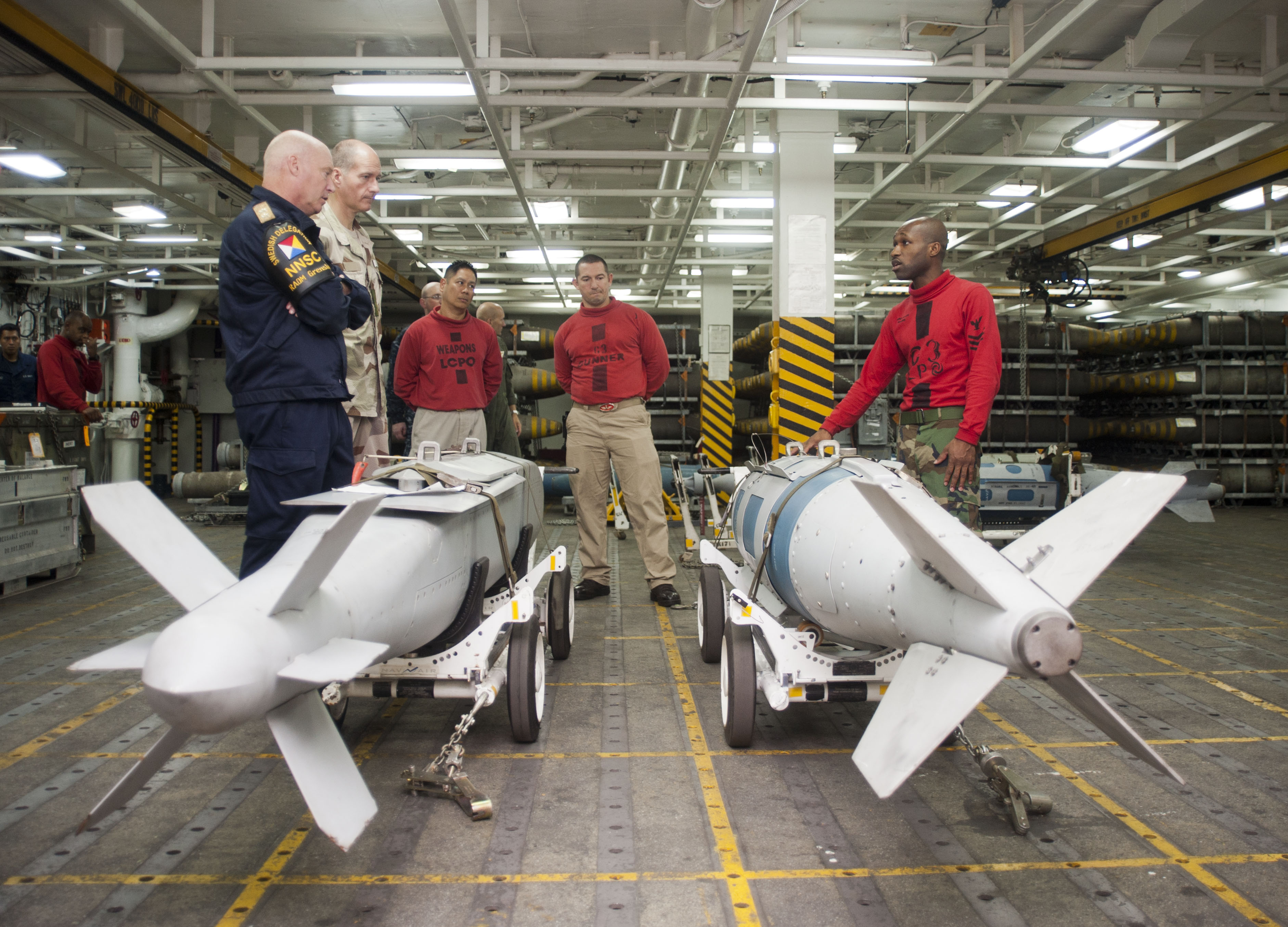
Un delegado sueco del NNSC revisa bombas guiadas en una visita al barco estadounidense USS George Washington en 2012

Desde 2008, el papel principal del NNSC es mantener y construir relaciones con ambas partes y mantener un canal de comunicación entre ellas. 5 representantes suizos y 5 suecos están apostados cerca de Panmunjom en servicio para el NNSC. Actualmente, su principal tarea es mostrar presencia en la frontera inter-coreana y así demostrar que el alto el fuego sigue en vigor. Ocasionalmente, los delegados polacos asisten a las reuniones en Panmunjom, pero a través de Corea del Sur, ya que Polonia ha cambiado de bando políticamente. La promoción de la distensión y la seguridad en la Zona de Seguridad Conjunta (JSA) también se inscribe en el marco de estas actividades y son los requisitos previos para el cumplimiento de estas tareas.
La delegación sueca describe su tarea actual como mantener la validez del mecanismo de tregua. Describe que el NNSC tiene contacto continuo con el UNC, pero no tiene contacto con Corea del Norte.
El NNSC continúa monitoreando los niveles de tropas en Corea del Sur y monitoreando los grandes ejercicios militares anuales de Estados Unidos y Corea del Sur. Siempre que los norcoreanos ingresan a Corea del Sur, los miembros de NNSC pueden entrevistarlos para determinar si quieren ser repatriados o desertar al Sur. En ocasiones, la NNSC participa en las investigaciones de la Comisión de Armisticio Militar de la UNC, como las acciones de Corea del Sur durante las escaramuzas navales.